# Dabóczi Dénes
Dabóczi Dénes (Kőszeg, 1953. november 14. –) magyar művészettörténész. A sárvári Nádasdy Ferenc Múzeum igazgatóhelyettese, főmúzeológusa.

## Életútja
Az első diplomáját 1978-ban szerezte a Berzsenyi Dániel Tanárképző főiskolán magyar-népművelő szakon. 1987-ben szerezte meg művészettörténész diplomáját az ELTE BTK szakán.
Fő kutatási területe Sárvár és Sárvár környékének iparművészete. Egyéb kutatási területei: Huszár emléktárgyak, A történeti Vas megye kastély enteriőrjei; Sárvár város építészeti emlékei.

## Főbb publikációi
- Dabóczi, D. (1990): A történeti Vas megye világi enteriőr elemei. (A romantikától a későreneszánszig). Vasi Honismereti Közlemények 1990. 1-2. sz. Szombathely, 100-109. p.
- Dabóczi, D. (1990): A Savaria Múzeum és a Nádasdy Ferenc Múzeum iparművészeti gyűjteménye. Bárdosiné Dorner Mária - Dabóczi Dénes: Múzeumi kincsek. (Vas Megyei Múzeumok katalógusai 144.) Szombathely, 2-50. p.
- Dabóczi, D. (2000): Sárvár műemlékei és műemlék-jellegű épületei. In: Sárvár története (szerk: Söptei István) Sárvár, 491-512. p.
- Dabóczi, D. (2001): Végh Gyula műgyűjteménye. In: Bajzik Zsolt-Dabóczi Dénes-Tóth Kálmán: "Utcanév sem jár énnekem." Emlékezés az 1951-ben elhunyt Végh Gyulára. Szombathely, 56-73. p.
- Dabóczi, D. (2000): Serlegek (ezredemlékek és versenydíjak). A Nádasdy Ferenc Múzeum huszárgyűjteménye I. (szerk: Söptei István) Sárvár, 65-121. p.
- Uo. A M.Kir. Nádasdy Ferenc 3. Honvéd Huszárezred festményei. 123-138. p.
- Bajzik Zsolt–Daróczi Dénes–Tóth Kálmán: "Utcanév sem jár énnekem...". Emlékezés Verebi Végh Gyulára (1870-1951). Emlékkiállítás és konferencia. Bozsok, 2001. június 11.; szerk. Bajzik Zsolt; Vas Megyei Levéltár, Szombathely, 2001
- Az ezüsttáltól a kádig; Sárvár Város Önkormányzata, Sárvár, 2015